# Río Camacuá
El río Camacuã (en portugués: Rio Camaquã), nombrado por muchos historiadores como Camacuá y hacia el siglo XVIII como Cambacuá, es un río brasileño del estado de Río Grande del Sur que desagua en la laguna de los Patos, que, a su vez desemboca en el océano Atlántico.
De su cuenca forman parte 26 municipios: Amaral Ferrador, Arambaré, Arroio do Padre, Bagé, Barão do Triunfo, Barra do Ribeiro, Caçapava do Sul, Camaquã, Canguçu, Cerro Grande do Sul, Chuvisca, Cristal, Dom Feliciano, Dom Pedrito, Encruzilhada do Sul, Hulha Negra, Lavras do Sul, Pelotas, Pinheiro Machado, Piratini, Santana da Boa Vista, São Jerônimo, São Lourenço do Sul, Sentinela do Sul, Tapes y Turuçu.
Su nombre se cambió debido a su significado en guaraní, Cambacuá, significa «cueva de mulatos», mientras que Camacuá «teta, seno».

## Historia
A su vera se libró en 1827 la batalla de Camacuá, en la que el Ejército Argentino derrotó a las tropas imperiales.
- Datos: Q3432357
- Multimedia: Rio Camaquã / Q3432357